# 피아노 소나타 사장조, D 894 (슈베르트)
프란츠 슈베르트의 피아노 소나타 G장조 D. 894는 1826년 10월에 완성된 피아노 소나타이다.  이것은 슈베르트의 생애 동안 출판된 마지막 소나타였으며, 훗날 로베르트 슈만에 의해 슈베르트의 모든 소나타 중 "형식과 개념 면에서 가장 완벽한" 것으로 묘사되었다. 소나타는 네 악장으로 구성되어 있다. 1악장 Molto moderato e cantabile이며, 2악장은 Andante이고, 3악장은 미뉴에트 - 트리오이고, 4악장은 Allegretto이다.